# Добрин Мичев
Добрин Дечев Мичев е български учен, историк, специалист по историята на македонския въпрос, член на Македонския научен институт.

## Биография
Роден е на 6 януари 1929 година в Лясковец. Завършва история в Софийския университет в 1951 година. Защитава докторска дисертация на тема „Вътрешната политика на Стамболовия режим. 1887 - 1894“ в 1956 година. От 1956 до 1971 година работи в Института по история на БКП. Пръв директор е на Центъра по българистика към БАН от 1971 до 1974 година. След това работи в Института по история към БАН до пенсионирането си в 1994 година. Ръководи секцията по Националния въпрос в Института за история при БАН.
Автор е на множество трудове, изследващи македонския въпрос. Член е на Македонския научен институт от възстановяването му в 1990 година и е член на редакцията на „Македонски преглед“. Редактор е на първи том на Енциклопедия „Пирински край“.
Умира на 1 февруари 2001 година в София.
Синът му Дечо Добринов също е историк, специалист по македонския въпрос.